# Florian Znaniecki
Florian Witold Znaniecki (15 de enero de 1882 – 23 de marzo de 1958) fue un filósofo y sociólogo polaco que se desempeñó en Polonia y Estados Unidos. Es una importante figura en la historia de la sociología polaca y estadounidense, fundador de la sociología académica en Polonia y de una escuela de pensamiento en sociología. Obtuvo renombre internacional como coautor, junto a William I. Thomas, del estudio El Campesino polaco en Europa y América (1918–20), el cual está considerado la base de la sociología empírica moderna. Realizó también importantes contribuciones a la teoría sociológica, introduciendo conceptos como "coeficiente humanístico" y "culturalismo".
En Polonia,  estableció el primer departamento de sociología en la Universidad Adam Mickiewicz, donde trabajó entre 1920 y 1939. Su carrera en Estados Unidos comenzó en la Universidad de Chicago (1917 a 1919) y continuó en la Universidad de Columbia (1932 a 1934 y 1939 a 1940) y en la Universidad de Illinois en Urbana-Champaign (1942 a 1950). Fue el 44.º Presidente de la Asociación Sociológica Americana (1954).

## Biografía

### Niñez y educación
Florian Znaniecki nació el 15 de enero de 1882 en Świątniki, Zarato de Polonia, un estado controlado por el Imperio ruso. Recibió una escolarización temprana por medio de tutores, y luego asistió a escuelas secundarias en Varsovia y Częstochowa. Mientras estudiaba fue miembro de un grupo de estudio subterráneo especializado en historia, literatura y filosofía. Sus calificaciones eran mediocres, y debió repetir un año en la escuela debido en gran parte a su interés por estudiar el idioma polaco,  lo cual estuvo prohibido bajo la currícula rusificada. En su juventud escribió poesía, drama, Cheops (1903). Un poema de su autoría, " Prometeusza" ("A Prometeo"), estuvo incluido en una antología de 1900; aun así, ni los críticos ni él mismo en años posteriores consideraron su poesía excepcional.
Znaniecki ingresó en la Universidad Imperial de Varsovia en 1902, pero fue expulsado tras participar en protestas contra la restricción de los derechos estudiantiles por parte de la administración rusa. Amenazado con tener que cumplir servicio militar en el Ejército ruso Imperial,  decidió emigrar, y a comienzos de 1904 fijó rumbo a Suiza.
Durante ese período fue editor de una revista literaria de habla francesa, Nice Illustrée (fines de 1904 – comienzos de 1905), fingió su propia muerte, sirvió brevemente en la Legión Extranjera francesa en Argelia, y trabajó en un mercado de pulgas, en una granja, en un circo ambulante, y como bibliotecario en el Museo polaco en Rapperswil, Suiza.
Continuó sus estudios universitarios, primero en la Universidad de Geneva (1905–07), luego en la Universidad de Zúrich (1907–08), y eventualmente en la Sorbonne en París, Francia (1908–09), donde asistió a conferencias brindadas por el sociólogo Émile Durkheim. En 1909, tras la muerte de su supervisor Frédéric Rauh,  regresó a Polonia, donde en 1910 obtuvo su doctorado en la Universidad Jaguelónica, en Cracovia, bajo la supervisión de Maurycy Straszewski.

### Comienzos de su carrera en Polonia
Ese mismo año, Znaniecki se unió a la Sociedad Psicológica Polaca (Polskie Towarzystwo Psychologiczne), donde participó activamente en los siguientes años, y llegó a ser vicepresidente entre 1913 y 1914. Gran parte de su trabajo académico de este período podría ser clasificado como filosófico. En 1909, con 27 años,  publicó su primer artículo académico, Etyka filozoficzna i nauka o wartościach moralnych ("Ética filosófica y la ciencia de los valores morales"); un año más tarde publicó Zagadnienie wartości w filozofii (La Cuestión de Valores en Filosofía), basado en su tesis doctoral, y un artículo, Miśl i rzeczywistosc ("Mente y Realidad"). En 1912 publicó un nuevo libro, Humanizm i Poznanie (Humanismo y Conocimiento), y un artículo, Elementy rzeczywistości praktycznej ("Elementos de Realidad Práctica"). Un año más tarde,  publicó una traducción comentada de La evolución creadora, de Henri Bergson, y un artículo, Znaczenie rozwoju świata i człowieka ("El Significado del Desarrollo Mundial y Humano").  El año 1914 vio la publicación de sus artículos Formy i zasady twórczości moralnej ("Formas y Principios de Creatividad Moral") y Zasada względności jako podstawa filizofii ("El Principio de Relatividad como Fuente de Filosofía"). Sus trabajos, publicados en polaco, fueron bien recibidos por la comunidad académica polaca y la intelligentsia.
Debido a su activismo político, Znaniecki no pudo conseguir un puesto seguro en ninguna universidad importante. Entre 1912 y 1914 enseñó en una novedosa institución de altos estudios para mujeres, los Cursos Pedagógicos Adelantados para Mujeres (Wyższe Kursy Pedagogiczne dla Kobiet). Durante sus estudios,  trabajó en varias instituciones europeas que trataban con inmigrantes polacos; estas experiencias le sirvieron al implicar con la Sociedad para el Bienestar de los Exiliados (Towarzystwo Opieki nad Wychodźcami), en Varsovia, donde trabajó entre 1910 y 1914. Hacia 1911 fue director de esta Sociedad y editor de su revista,  Wychodźca Polski (El polaco exiliado).  Znaniecki devino en experto en migración polaca, y en 1914 fue el autor de un informe gubernamental de 500 páginas, Wychodźdos Sezonowe (Migración Estacional).

### Trabajo con Thomas

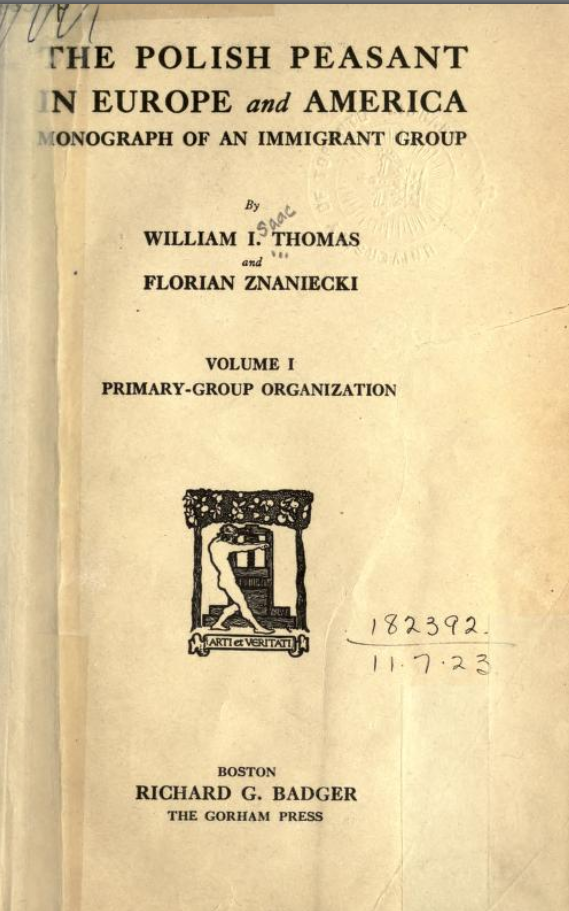
Volumen I (1918) de El campesino polaco en Europa y en América, el libro más conocido de Znaniecki escrito durante su estadía en Estados Unidos.

En 1913, Znaniecki conoció a William I. Thomas, un sociólogo estadounidense que había visitado Polonia en conexión con su investigación sobre la inmigración polaca en los Estados Unidos. Thomas y Znaniecki comenzaron a colaborar, y pronto Thomas invitó a Znaniecki a Chicago para continuar juntos el trabajo.  En julio de 1914, en vísperas de la Primera Guerra Mundial, Znaniecki dejó Polonia para trabajar con Thomas como su ayudante de investigación. De 1917 a 1919 Znaniecki también dio clases de sociología en la Universidad de Chicago.<
Su trabajo culminó en la coautoría de El campesino polaco en Europa y América (1918–1920), considerado un clásico sociológico. Esta colaboración con Thomas marcó la transición en la carrera de Znaniecki de filósofo a sociólogo. Znaniecki se quedó con Thomas en Chicago hasta mediados de 1919, cuando se mudó a Nueva York, siguiendo Thomas, quién había perdido su trabajo en Chicago debido a un escándalo espurio.
Ese año Znaniecki publicó un nuevo libro, Realidad Cultural. Publicado en inglés, era una síntesis de su pensamiento filosófico. En Nueva York, Thomas y Znaniecki investigaron acerca de la asimilación de los inmigrantes en Estados Unidos para la Carnegie Corporation. Znaniecki contribuyó con el libro de Thomas Old World Traits Transplanted y publicó un artículo anónimo sobre el tema en el ejemplar de febrero de 1920 de la revista Atlantic Monthly.

### Inicios de la sociología polaca
Polonia había recuperado su independencia tras el fin de la Primera Guerra Mundial. En 1919 Znaniecki contactó al recientemente fundado Ministerio de Religión y Educación con una oferta de regresar a Polonia si le aseguraban una plaza en alguna universidad polaca. Propuso crear un Instituto de Sociología, pero la burocracia y los retrasos de comunicación resultaron en que la idea fuera dejada de lado. Finalmente se le ofreció un puesto de profesor de filosofía en la Universidad Adam Mickiewicz de Poznań.
En 1920 Znaniecki regresó a la Segunda República Polaca, donde pronto se convirtió en el primer profesor de sociología de Polonia en la Universidad Poznań. Esto lo logró al renombrar el "Tercer Departamento Filosófico" por "Departamento de Sociología y Filosofía Cultural", y estableciendo un Seminario Sociológico. Ese mismo fundó el Instituto Polaco de Sociología (Polski Instutut Socjologiczny), el quinto instituto sociológico más antiguo de Europa.
En 1927 el departamento fue oficialmente nombrado "Departamento de Sociología", y en 1930 obtuvo autorización para emitir títulos de grado en sociología. El Instituto Polaco de Sociología empezó a publicar la primera revista sociológica polaca, Przegląd Socjologiczny (Análisis Sociológico), con Znaniecki como redactor jefe de 1930 a 1939. El Instituto organizó la primera conferencia académica sociológica de Polonia en ese mismo año. Debido a su rol como fundador de tantos hitos de su historia,  Znaniecki está considerado como el padre de la sociología en Polonia.

### Carrera tardía en Estados Unidos
Gracias a su contacto con los sociólogos estadounidenses, Znaniecki dictó clases como profesor invitado en la Universidad de Columbia en Nueva York en 1932–1934 y durante el verano de 1939. En ese verano terminó la etapa polaca de su carrera, ya que la invasión alemana de Polonia y el inicio de Segunda Guerra Mundial impidió su regreso. Znaniecki estaba a bordo de un barco con destino a Polonia cuando se detuvo en el Reino Unido. Consideró brevemente regresar a Polonia junto a su mujer y su hija pero, frente a la ocupación de Polonia,  regresó a los Estados Unidos donde sus familiares finalmente se le unieron en 1940.
Con ayuda de sus colegas estadounidenses, Znaniecki obtuvo una extensión de su trabajo en la Universidad de Columbia. Continuó su labor en la Universidad de Illinois en Urbana-Champaign y en 1942 obtuvo la ciudadanía estadounidense, lo que le permitió ser profesor regular. Enseñó en la Universidad de Illinois hasta su jubilación, decidiendo no regresar a la República Popular de Polonia establecida en la posguerra a pesar de la oferta de un puesto en la Universidad Poznań). Se retiró en 1950, obteniendo el título de profesor emérito.
Fue el 44.º Presidente de la American Sociological Association. Su disertación presidencial, "Problemas básicos de la sociología contemporánea", se presentó el 8 de septiembre de 1954 en la reunión anual de la Asociación y fue más tarde publicada en la revista American Sociological Review.
Falleció el 23 de marzo de 1958 en Champaign, Illinois.
 La causa de muerte fue arteriosclerosis. Su funeral tuvo lugar el 26 de marzo, y fue enterrado en el Cementerio Roselawn Champaign.

## Familia
En 1906 Znaniecki se casó con una compañera de la Universidad de Ginebra, Emilia Szwejkowska. Tuvieron un hijo, el poeta y escritor Juliusz Znaniecki, nacido en 1908. Emilia murió en 1915.
El año siguiente Znaniecki se casó con Eileen Markley (1886–1976). En 1925 tuvieron una hija, la socióloga Helena Znaniecki Lopata.

## Importancia
El sociólogo e historiador de las ideas Jerzy Szacki destaca entre las contribuciones más importantes de Znaniecki la fundación de la sociología en Polonia, su trabajo en sociología empírica y su trabajo en teoría sociológica. Szacki resalta que Znaniecki buscó cubrir varias brechas: entre sociología empírica y aproximaciones más teóricas, entre objetividad y subjetividad, entre puntos de vista y metodologías humanísticas y naturalistas, y entre las tradiciones intelectuales americanas y europeas.
Szacki escribe que, aunque las contribuciones teóricas de Znaniecki fueron posteriormente desplazadas por el  "funcionalismo"de Talcott Parsons, se trató de la teoría sociológica más ambiciosa hasta el momento.
El trabajo más famoso de Znaniecki sigue siendo El campesino polaco en Europa y en América (1918–1920), coescrito con William I. Thomas. Sus otros trabajos importantes incluyen Wstęp socjologii (Una introducción a la sociología, 1922), El Método de la Sociología (1934), Acciones Sociales (1936), La Función Social del Hombre del Conocimiento (1940) y Ciencias Culturales (1952).

## Temas

### Sociología empírica
Las contribuciones de Znaniecki a la sociología empírica empezaron luego, y estuvieron influidas por, su colaboración con William I. Thomas. El Campesino polaco en Europa y en América (1918–1920), el trabajo en cinco volúmenes escrito entre los dos, está considerado un clásico de sociología empírica. Es un estudio de inmigrantes polacos en América, basado en documentos personales. El trabajo devino un hito en el estudio de la americanización  — de cómo los nuevos inmigrantes en los Estados Unidos "se vuelven americanos".
Este trabajo representa la contribución más valorada de Znaniecki a la sociología empírica.  La mayoría de sus otros trabajos se focalizaron en la teoría, con la excepción de Miasto w świadomości jego obywateli (La Ciudad en la Consciencia de sus Ciudadanos, 1931).

### Sociología: teoría y definición
Un elemento clave de la teoría sociológica de Znaniecki es su visión de la sociología en particular, y de las ciencias sociales en general, como un campo científico singularmente diferente de las ciencias naturales. Znaniecki define a la sociología como el estudio de las acciones sociales. Su metodología recomendadada es la inducción analítica:  análisis de estudios de caso típicos, y generalización a partir de ellos.
Las teorías de Znaniecki forman una parte importante de la teoría de acción en sociología, y su trabajo jugó un papel clave en la fundación de la sociología humanística. Otro término asociado a las teorías de Znaniecki es el de "sociología sistemática" ("socjologia systematyczna"). Znanicki intentó crear una teoría sociológica general, que salvara la brecha entre la sociología empírica y las aproximaciones más teóricas.
Znaniecki criticó la definición de la sociología como el estudio de la sociedad. Desde su perspectiva culturalista, la sociología es un estudio de la cultura (aunque no el estudio de cultura, ya que reconoció que otras ciencias sociales también estudian a la cultura). Su definición de sociología ha sido descrita como "una ciencia cultural cuya función es estudiar sistemas de interacción social basados en patrones de valores y normas de comportamiento, a través del uso del coeficiente humanístico", o más sencillamente, "la investigación de la interacción organizada e interdependiente entre seres humanos."  La parte de la cultura en que la sociología se centra es la de interacción o relación social.
Znaniecki veía la cultura como un campo separado de la naturaleza, pero también las percepciones de los individuos. La esencia de la cultura son los objetos socialmente construidos. Fue uno de los primeros sociólogos en analizar documentos personales como cartas, autobiografías y diarios. Consideró el análisis de tales documentos una parte importante del método de coeficiente humanístico.
Znaniecki veía a la sociología como una ciencia inductiva, objetiva y generalizadora. Según Szacki,  para Znaniecki la sociología era una ciencia nomotética que debería ser capaz de utilizar una metodología similar a aquella de las ciencias naturales (sin embargo, Helena Znaniecki Lopata, en su introducción a Relaciones Sociales y Roles Sociales, contradice a Szacki, escribiendo que, para Znaniecki, la sociología era una ciencia  "cuyo sujeto de investigación requiere un método diferente de aquel de las ciencias naturales."). En 1934 Znaniecki formuló el principio de inducción analítica, diseñado para identificar proposiciones universales y leyes causales. Contrastó este principio con el de investigación enumerativa, que proporciona meras correlaciones y no tendría en cuenta excepciones en relaciones estadísticas. También fue crítico del método estadístico, el cual no consideraba de utilidad.
Además de la sociología, Znaniecki también se interesó por la sociología del conocimiento científico. Analizó los roles sociales de los científicos, y el concepto de escuela de pensaminto.

### Cuatro sistemas sociales
Según Znaniecki, la sociología puede ser dividida en el estudio de cuatro sistemas sociales dinámicos: teoría de acción social, teoría de relación social, teoría de actores sociales, y teoría de grupos sociales. Znaniecki veía a las acciones sociales como las bases de una sociedad, ya que dan lugar a relaciones sociales más complejas, y a su vez veía esta teoría como la base de todas las demás. A diferencia de Max Weber, no creía que todo puede ser reducido a acciones sociales; era también bastante escéptico de cualquier idea proveniente de la psicología, a la cual tenía en baja estima.
Las cuatro formas principales de interacción cooperativa, o cuatro sistemas sociales, en orden de complejidad creciente, eran:
- Acciones sociales (en polaco, "czyny społeczne" o "czynności społeczne"):  el tipo más básico de hecho social;[74]
- Relaciones sociales (en polaco, "stosunki społeczne"): requieren al menos dos personas y una obligación mutua; el estudio de las relaciones sociales es el estudio de las normas que regulan las acciones sociales;[75]
- Personalidades sociales (en polacos, "osoby społeczne" o "osobowości społeczne"):  el cuadro combinado que emerge de un número de diferentes roles sociales de un individuo;[76]
- Grupo social (en polaco, "grupa społeczna"):  cualquier agrupación reconocida por algunos como una entidad separada; Znaniecki veía a la sociedad como un grupo de grupos, pero le restó primacía como un área en la que el sociólogo tuviera que centrarse, aun cuando la mayoría de los mismos difirieran en esto.[77]

Esta distinción de cuatro categorías apareció en su libro de 1934, El Método de Sociología. Para 1958 reformuló la división, y hablaba de relaciones sociales, funciones sociales, grupos sociales, y sociedades.

### Sociología de la cultura
Znaniecki acuñó el término "coeficiente humanístico" como un método de investigación social por medio del análisis de datos que pone énfasis en las percepciones de los participantes en las experiencias analizadas. El coeficiente humanístico considera que todos los hechos sociales son creados por actores sociales y comprensibles sólo desde su perspectiva. Por ello el sociólogo debe estudiar la realidad tratando de comprender cómo los otros ven el mundo, no como un observador independiente y objetivo; en otras palabras, el científico debe entender el mundo del sujeto. Mientras algunos criticaron que este enfoque se asimilaba al subjetivismo, para Znaniecki era de hecho anti-subjetivista; observó que hechos sociales tales como los sistemas culturales pueden existir incluso si nadie percibe su existencia. También era escéptico frente a cualquier valor proveniente de observaciones personales y subjetivas, ya que consideraba que tales observaciones sólo tienen valor si pueden ser objetivamente descritas. Argumentaba que la diferencia entre las ciencias naturales y sociales no radica en la diferencia entre experiencias objetivas y subjetivas, sino en el tema que está siendo estudiado: para Znaniecki, las ciencias naturales estudiaban cosas, y las ciencias sociales valores culturales.
Para Znaniecki, el mundo estaba cautivo entre dos modos diferentes de reflexión; el idealismo y el realismo. Propuso un tercer modo, al cual llamó "culturalismo". Esta fue una de las ideas fundadoras de la sociología antipositivista y antinaturalista moderna. El término "culturalismo" fue introducido al inglés en su libro Realidad Cultural (1919), y se tradujo al polaco como "kulturalizm"; anteriormente Znaniecki se había referido al concepto en polaco como "humanismo" ("humanizm").

### Otros temas
El trabajo de Znanicki también tocó otras áreas de sociología, como el conflicto intergrupal, la sociología urbana, y la sociología rural.

## Trabajos
Los primeros trabajos académicos de Znaniecki, de la década de 1910, fueron de naturaleza más filosófica que sociológica; a partir de 1920 sus trabajos comenzaron a ser primariamente sociológicos. Su libro Realidad Cultural (1919) era una síntesis de su pensamiento filosófico, pero la publicación del mucho más popular El Campesino polaco en Europa y América (1918–1920) asoció su nombre en los círculos académicos con la sociología más que con la filosofía.  Sus trabajos tempranos se centraron en el análisis de la cultura y una fuerte crítica a los principios del naturalismo sociológico. Szacki nota un vacío confuso en la investigación de Znaniecki: aun cuando leía y estaba comprometido con las teorías previas y actuales, ignoró las obras de sociólogos notables de su época como Max Weber, Vilfredo Pareto y Talcott Parsons. Por otro lado, sus trabajos se vincularon con los de William I. Thomas, Georg Simmel, Robert E. Park, y Émile Durkheim.
En su libro El Método de la sociología primero introdujo su concepto de divisiones en subcampos de la sociología. Entre sus trabajos más notables se encuentran dos libros publicados en 1952: Nacionalidades Modernas y Ciencias Culturales. El primero es un análisis de la evolución de sociedades de cultura nacional, y el último un estudio teórico de la relación entre sociología y otras ciencias. Znaniecki nunca terminó su opus magnum, Sociología Sistemática, que fue finalmente editado y publicado post mortem en su forma inconclusa pero final con el título Relaciones sociales y roles sociales: la sociología sistemática inacabada (1965).